# Красильников, Дмитрий Иванович
Дми́трий Ива́нович Краси́льников (1890, Российская империя — 1972, Краснодар, РСФСР, СССР) — советский учёный-ботаник, дендролог, доктор биологических наук, профессор кафедры ботаники Краснодарского государственного педагогического института. Один из создателей и организаторов Сочинского дендрария.

## Биография
Родился в 1890 году.
Окончил биологический факультет Московского университета. Ещё в студенческие годы несколько раз приезжал на Черноморское побережье Кавказа (в окрестности Хосты) в научные экспедиции. В 1912 году он подробно исследовал тисо-самшитовую рощу, став тем самым её первооткрывателем как объекта для туризма.
Участник Гражданской войны в России, в 1918—1920 годах принимал участие в установлении Советской власти на Кубани. В Красной гвардии был комиссаром.
После гражданской войны в Ленинграде занимался научно-исследовательской работой под руководством академика Николая Вавилова.
Неоднократно выезжал в научные командировки в ботанические сады городов Тбилиси, Сухуми и Батуми.
В 1938 году в Сельскохозяйственная академия имени К. А. Тимирязева успешно защитил диссертацию на соискание учёной степени кандидата биологических наук. После этого был назначен начальником «Зеленстроя» в Сочи (Крымская АССР). Один из создателей и организаторов Сочинского дендрария.
С началом Великой Отечественной войны добровольцем пошёл на фронт, хотя до этого был снят с воинского учёта по состоянию здоровья. В Красной армии был политработником. Демобилизовался в 1945 году. Награждён Орденом Отечественной войны II степени, медалями «За оборону Кавказа», «За победу над Германией в Великой Отечественной войне 1941—1945 гг.».
После войны преподавал на кафедре ботаники Краснодарского государственного педагогического института. Защитил докторскую диссертацию и был избран профессором. Написал более 60 печатных научных работ, в том числе статьи «Об экологии дубов Краснодарского края» и «Субтропики Большого Сочи».
Умер в 1972 году в Краснодаре.

## Память
- В Краснодаре, на стене дома, где жил профессор Дмитрий Красильников, установлена мемориальная доска[2].